# Onbepaald voornaamwoord
Het onbepaald voornaamwoord (Latijn: pronomen indefinitum) is in de taalkundige benoeming een voornaamwoord dat gebruikt wordt om iets inconcreets en/of iets dat niet nader is gespecificeerd aan te duiden. Er zijn zowel zelfstandig als bijvoeglijk gebruikte onbepaalde voornaamwoorden.

## Nederlands
achterzetsel · bijwoord · ideofoon · lidwoord · naamwoord (bijvoeglijk · eigennaam · zelfstandig) · telwoord (hoofdtelwoord · rangtelwoord · telbijwoord) · tussenwerpsel · voegwoord · voornaamwoord (aanwijzend · betrekkelijk · bezittelijk · onbepaald · persoonlijk · temporeel · uitroepend · vragend · wederkerend · wederkerig) · voorzetsel · werkwoord